# Blacus hostilis
Blacus hostilis är en stekelart som beskrevs av Haeselbarth 1973. Blacus hostilis ingår i släktet Blacus och familjen bracksteklar. Inga underarter finns listade.